# Ludwigia pilosa
Ludwigia pilosa är en dunörtsväxtart som beskrevs av Thomas Walter. Ludwigia pilosa ingår i släktet ludwigior, och familjen dunörtsväxter. Inga underarter finns listade i Catalogue of Life.